# Egaenus bajsun
Egaenus bajsun is een hooiwagen uit de familie echte hooiwagens (Phalangiidae).